# Croix de 1739
La croix de 1739 est un monument historique situé à Huttenheim, dans le département français du Bas-Rhin.

## Localisation
Ce bâtiment est situé au 7, rue de la Forêt à Huttenheim.

## Historique
L'édifice fait l'objet d'une inscription au titre des monuments historiques depuis 1934.